# Raymond Firth
Raymond William Firth (Auckland, 25 de marzo de 1901 - Londres, 22 de febrero de 2002) fue un etnólogo neozelandés.  Como resultado de su trabajo de campo etnográfico, se ha separado el comportamiento real de las sociedades (organización social) de las reglas idealizadas de conducta dentro de una sociedad particular (estructura social). Fue durante mucho tiempo Profesor de Antropología en la London School of Economics, y está considerado uno de los fundadores de la antropología económica británica.

## Esbozo biográfico-profesional
Firth nació en Tamaki, un suburbio de Auckland (Nueva Zelanda) en 1901, hijo de Wesley y Marie Firth.  Estudió en la Auckland Grammar School, y luego en la Universidad de Auckland, donde se graduó en economía en 1921. En 1924 inició su doctorado en la London School of Economics. Inicialmente había intentado completar su tesis en economía, pero cuando conoció al eminente antropólogo social Bronislaw Malinowski cambió su campo de estudio a la antropología económica y social de las sociedades etnográficas del Pacífico. Durante su estancia en Inglaterra trabajó como investigador asistente de James Frazer, autor del clásico La rama dorada.  La tesis doctoral de Firth, Primitive Economics of the New Zealand Maori, fue publicada en 1929.
Luego de recibir su título en 1927, retornó al hemisferio sur y accedió a un puesto en la Universidad de Sídney, aunque sus esfuerzos se volcaron a la investigación de campo y no a la enseñanza. En 1928 visitó Tikopia por primera vez, la más austral de las islas Salomón, para estudiar las sociedades de la Polinesia que habían tenido contactos superficiales con la cultura occidental. Estas sociedades eran refractarias a las influencias externas, no habían sido cristianizadas ni presentaban una economía desarrollada. Este fue el comienzo de una larga relación con los 1200 pobladores de esta isla remota de apenas cuatro millas de extensión, que dio como resultado diez libros y numerosos artículos a lo largo de los años. El primero de estos, We the Tikopia: A Sociological Study of Kinship in Primitive Polynesia fue publicado en 1936 y siete décadas después aún es utilizado como libro de texto en los cursos universitarios y en estudios sobre Oceanía.
En 1930 comenzó a dictar clases en la Universidad de Sídney, donde sucedió a Alfred Radcliffe-Brown en su puesto, así como en la dirección del Comité de Investigación en Antropología del Australian National Research Committee.
Después de 18 meses retornó a la London School of Economics en 1933 y fue designado con el rango académico de Reader (Lector) en 1935. Junto a su esposa Rosemary Firth, una distinguida antropóloga, dirigió el trabajo de campo en Kelantan y Terengganu en la Malasia británica durante 1939 y 1940. Durante la Segunda Guerra Mundial Firth trabajó para la inteligencia de la marina británica, principalmente escribiendo y editando los cuatro volúmenes de la Naval Intelligence Division Geographical Handbook Series que se dedicaban a las Islas del Pacífico. Firth residió en Cambridge, donde se había mudado la London School of Economics en el período de guerra.
En 1944 Firth sucedió a Malinowski en la cátedra de Antropología Social en la London School of Economics y permaneció en ese cargo durante 24 años. Volvió a Tikopia varias veces para completar investigaciones, pero como el trabajo de campo y los viajes se le hacían cada vez más agobiantes, se dedicó especialmente al estudio de las relaciones de parentesco y familiares entre las clases obreras y medias londineneses. Firth renunció al London School of Economics en 1968, cuando fue nombrado Profesor de Antropología del Pacífico de la Universidad de Hawái. Posteriormente fue profesor itinerante en la Columbia Británica (1969), Cornell (1970), Chicago (1970-1), la Escuela de Graduados de la Universidad de la Ciudad de Nueva York (1971) y la UC Davis (1974). Luego de retirarse de la enseñanza activa, Firth continuó con sus investigaciones y produciendo artículos hasta la edad de cien años. Murió en Londres unas semanas antes de cumplir los 101 años y un año después que su esposa Rosemary.